# Denver Broncos 1980
La stagione 1980 dei Denver Broncos è stata la 11ª della franchigia nella National Football League, la 21ª complessiva e la quarta e ultima con Red Miller come capo-allenatore.

## Scelte nel Draft 1980
- Rulon Jones, Defensive End, Utah State
- Larry Carter, Defensive back, Kentucky
- Rick Parros, Running back, Utah State
- Keith Bishop, Guard, Baylor
- Don Coleman, Wide receiver, Oregon
- Greg Bracelin, Linebacker, California
- Virgil Seay, Wide receiver, Troy State
- Phil Farris, Wide receiver, North Carolina

## Calendario
| Stagione regolare |                         |           |                                 |        |
| Turno             | Avversario              | Risultato | Stadio                          | Record |
| 1                 | at Philadelphia Eagles  | S 6–27    | Veteran's Stadium               | 0–1    |
| 2                 | Dallas Cowboys          | V 41–20   | Mile High Stadium               | 1–1    |
| 3                 | San Diego Chargers      | S 13–30   | Mile High Stadium               | 1–2    |
| 4                 | at New England Patriots | S 14–23   | Schaefer Stadium                | 1–3    |
| 5                 | at Cleveland Browns     | V 19–16   | Municipal Stadium               | 2–3    |
| 6                 | Washington Redskins     | V 20–17   | Mile High Stadium               | 3–3    |
| 7                 | Kansas City Chiefs      | S 17–23   | Mile High Stadium               | 3–4    |
| 8                 | at New York Giants      | V 14–9    | Giants Stadium                  | 4–4    |
| 9                 | Houston Oilers          | S 16–20   | Mile High Stadium               | 4–5    |
| 10                | at San Diego Chargers   | V 20–13   | San Diego Stadium               | 5–5    |
| 11                | New York Jets           | V 31–24   | Mile High Stadium               | 6–5    |
| 12                | Seattle Seahawks        | V 36–20   | Mile High Stadium               | 7–5    |
| 13                | at Oakland Raiders      | S 3–9     | Oakland–Alameda County Coliseum | 7–6    |
| 14                | at Kansas City Chiefs   | S 14–31   | Arrowhead Stadium               | 7–7    |
| 15                | Oakland Raiders         | S 21–24   | Mile High Stadium               | 7–8    |
| 16                | at Seattle Seahawks     | V25–17    | Kingdome                        | 8–8    |

## Classifiche
| AFC West              | AFC West | AFC West | AFC West | AFC West | AFC West | AFC West | AFC West | AFC West | AFC West |
|                       | V        | S        | P        | %        | DIV      | CONF     | PF       | PS       | Str.     |
| --------------------- | -------- | -------- | -------- | -------- | -------- | -------- | -------- | -------- | -------- |
| San Diego Chargers(1) | 11       | 5        | 0        | .688     | 6–2      | 9–3      | 418      | 327      | V2       |
| Oakland Raiders(4)    | 11       | 5        | 0        | .688     | 6–2      | 9–3      | 364      | 306      | V2       |
| Kansas City Chiefs    | 8        | 8        | 0        | .500     | 4–4      | 6–8      | 319      | 336      | V1       |
| Denver Broncos        | 8        | 8        | 0        | .500     | 3–5      | 5–7      | 310      | 323      | V1       |
| Seattle Seahawks      | 4        | 12       | 0        | .250     | 1–7      | 3–9      | 291      | 408      | S9       |